# Rossel (Elbe)

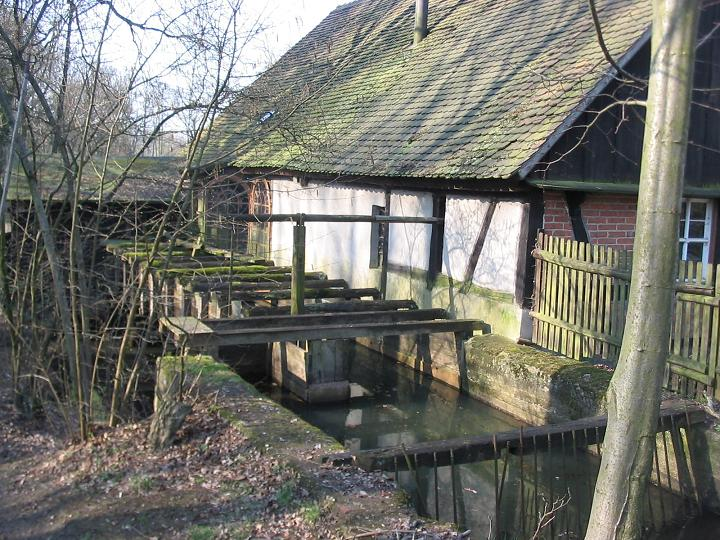
Kupferhammer Thießen

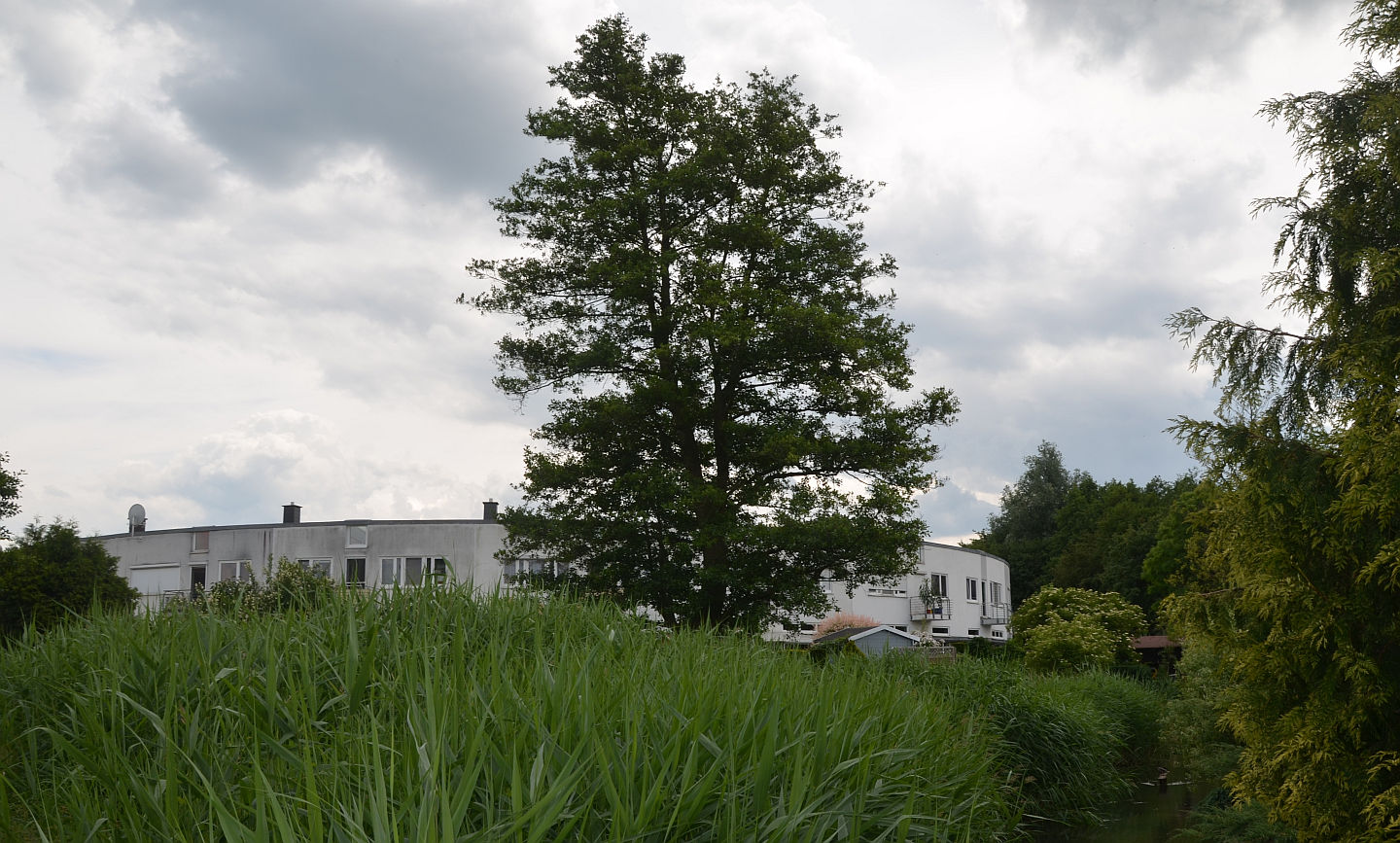
Rossel in Meinsdorf

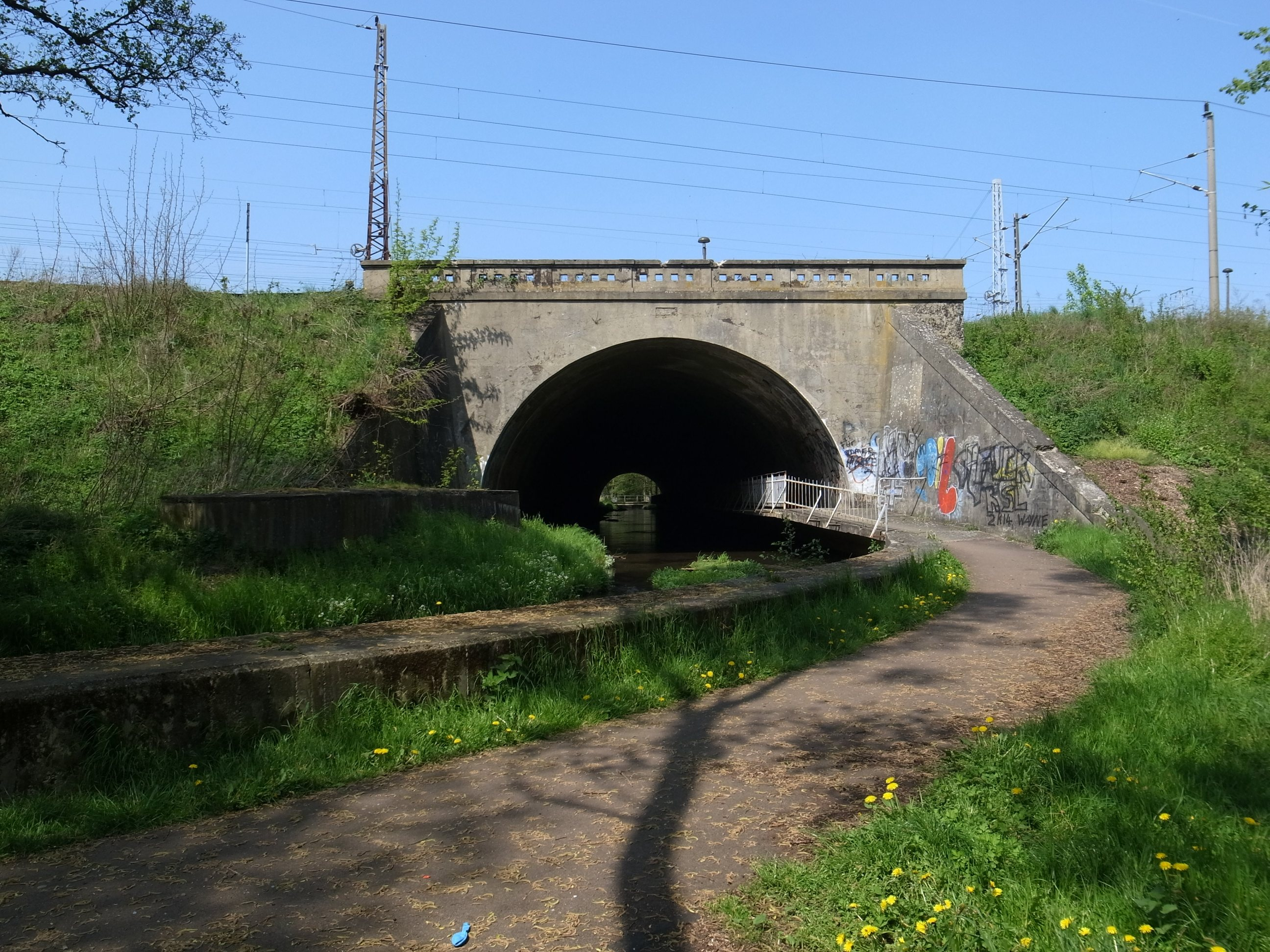
Rosseltunnel

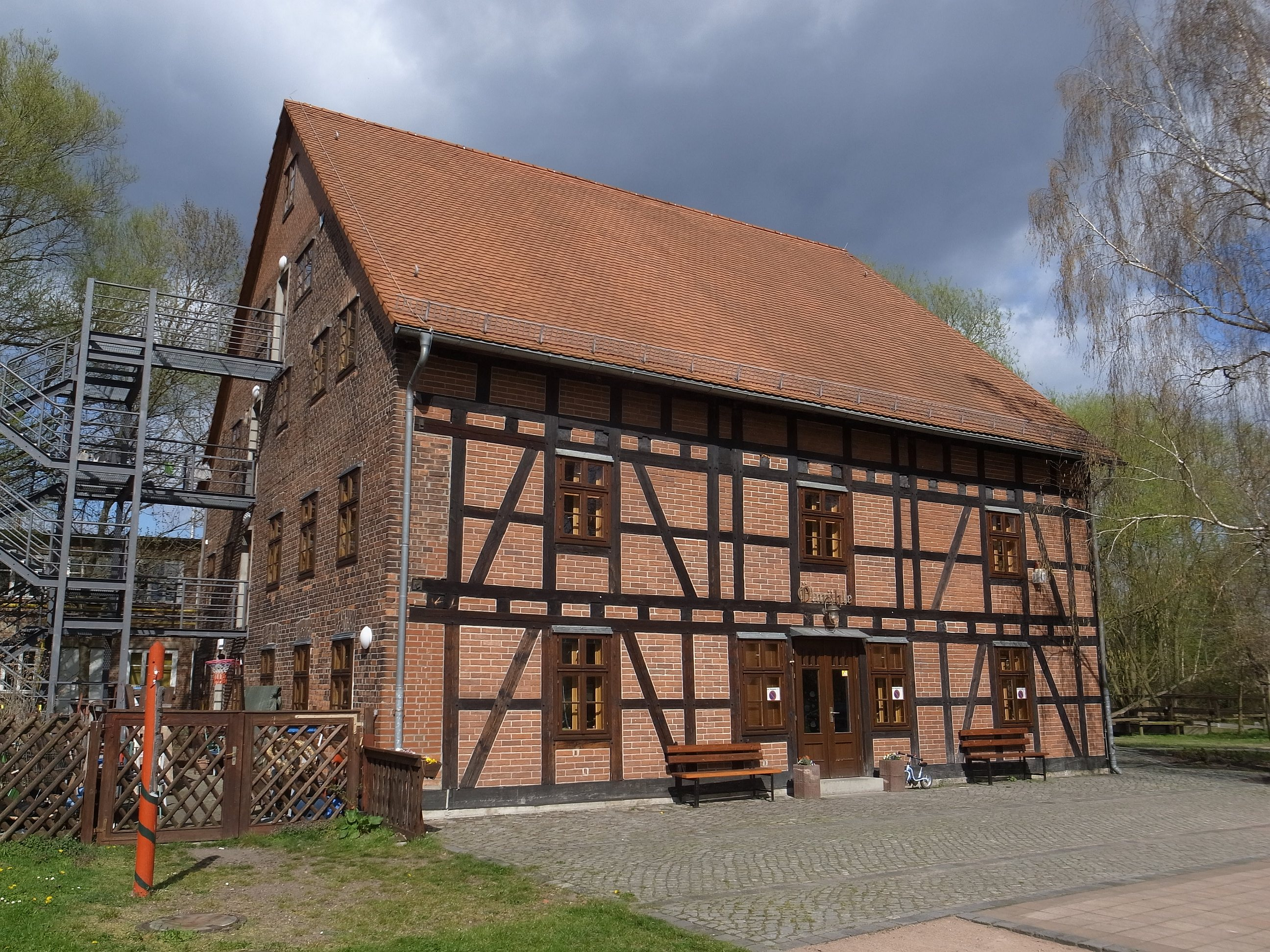
Ölmühle Roßlau

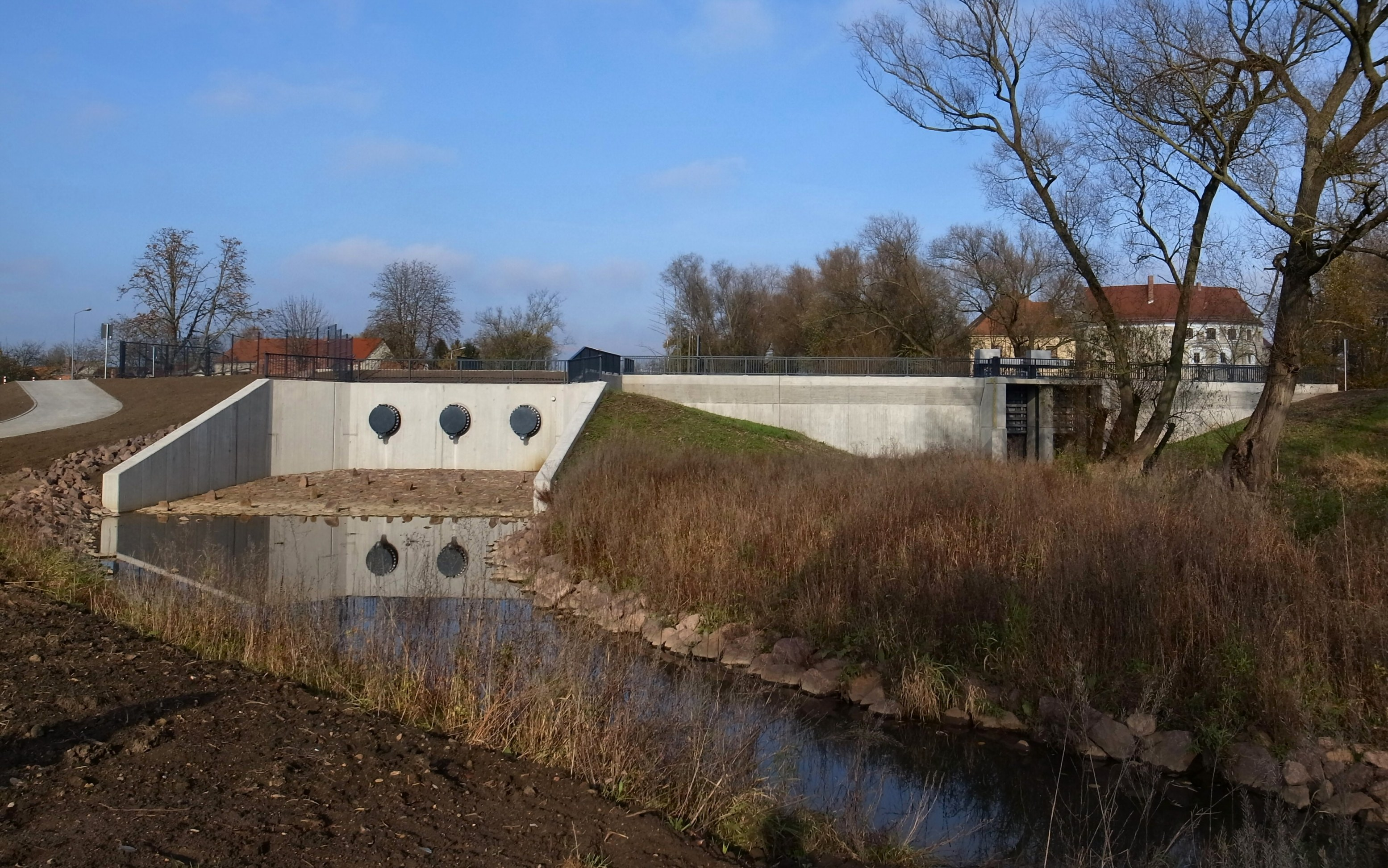
Rossel-Schöpfwerk, 2012–14 erbaute Hochwasserschutzanlage

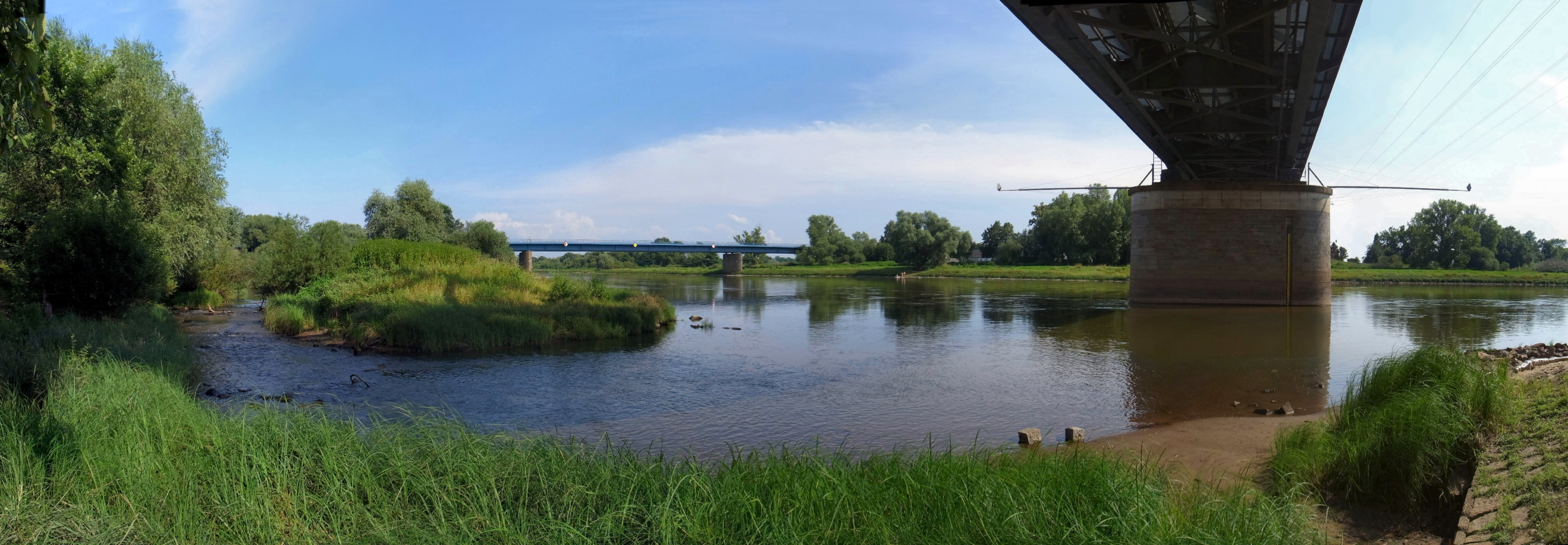
Rosselmündung in die Elbe

Die Rossel ist ein ca. 25 Kilometer langer rechter Zufluss der Elbe auf dem Gebiet des Bundeslandes Sachsen-Anhalt. Ihre Quellarme liegen im Naturpark Fläming auf dem Gebiet der Stadt Coswig zwischen den Orten Köselitz und Grochewitz und sie mündet bei Roßlau in die Elbe. Sie hat ein Einzugsgebiet von 194 km².

## Name
Das Gewässer wird 1541 („bey der Roßlaw“) erstmals schriftlich erwähnt. Der Name ist eine Verkürzung des Ortsnamens Roßlau.

## Verlauf
Die Rossel speist sich aus mehreren Quellarmen zwischen Köselitz und Grochewitz und führt westlich der Autobahn A 9 (Berlin–München) dauerhaft Wasser. Grabenprofile mit zeitweiliger Wasserführung sind auch östlich der A 9 vorhanden. Der Beginn des Fließgewässers unterliegt jahreszeitlichen und witterungsbedingten Schwankungen. Ab der Einmündung des Lehmitzbaches ist die Rossel auf einer Länge von 23 km ein Gewässer 1. Ordnung („Gewässer mit erheblicher Bedeutung für die Wasserwirtschaft“). Sie mündet in Roßlau am Flusskilometer 257,84 in die Elbe.
Bei einer Breite von unter 5 m ist die Rossel als Bach einzustufen.
Die Rossel fließt auf dem Gebiet des Landkreises Wittenberg und der Stadt Dessau-Roßlau durch die Landschaft des Fläming.
Auf ihrem Lauf berührt sie folgende Orte oder Ortsteile:
- Grochewitz
- Bräsen
- Weiden
- Hundeluft
- Thießen
- Mühlstedt
- Meinsdorf
- Roßlau (Elbe)

## Nebengewässer
An der Mühle Grochewitz mündet der Lehmitz- oder Lebonsbach linksseitig in die Rossel. In Meinsdorf nimmt die Rossel den von rechts kommenden Meinsdorfer Bach auf. Des Weiteren leiten diverse Entwässerungsgräben der Landwirtschaft ihr Wasser in die Rossel.

## Gewässermorphologie
Die Morphologie der Rossel gliedert sich in mehrere Abschnitte:
Oberhalb der Grochewitzer Mühle wird das Bett der Rossel im Wesentlichen in ausgebauten und begradigten Entwässerungskanälen geführt. Dieser Ausbau scheint alten Karten zufolge, schon vor 1912 erfolgt zu sein. Im Bereich der Wiesen ist kaum Baum- und Strauchwuchs am Ufer vorhanden.
Von der Grochewitzer Mühle bis Ortseingang Mühlstedt hat die Rossel in weiten Bereichen einen sehr naturbelassenen Charakter. Sie fließt in Mäandern durch die Wiesen und Waldstücke. Die Uferzone ist geprägt von Erlen- und Weidenbewuchs. Im Bereich ehemaliger Mühlen ist das Flussbett ausgebaut.
Ab Mühlstedt ist die Rossel wieder ausgebaut. Der Ausbau reicht dabei von einer Begradigung des Flusslaufes bis zu einem Vollausbau mit Ufermauern (im Wassertunnel und teilweise im Stadtgebiet Roßlau).

## Verkehrswege
Zwischen Thießen und Mühlstedt kreuzt die Bahnstrecke Wiesenburg–Roßlau den Lauf der Rossel. Zwischen Meinsdorf und Roßlau unterquert die Rossel im Wassertunnel den ehemaligen Roßlauer Güterbahnhof mit den Bahnstrecken Wiesenburg-Roßlau und Węgliniec–Roßlau. Die Mündung der Rossel liegt genau unter der Elbebrücke der Bahnstrecke Trebnitz–Leipzig.
Bei Hundeluft kreuzt die Rossel die Landesstraße 121, die ehemalige Bundesstraße 187a. Von Hundeluft bis Roßlau verläuft die Landesstraße 120 in einigem Abstand parallel zur Rossel. In Roßlau unterquert die Rossel die Bundesstraße 187. Kurz vor der Mündung überquert die Elbebrücke mit der Bundesstraße 184 die Rossel.

## Bauwerke
In Hundeluft bestand im Mittelalter eine Wasserburg, von der heute nur noch einige Mauerreste vorhanden sind. Die verfallene mittelalterliche Burg Roßlau wurde 1836–38 im neogotisch-romantischen Zeitgeist umfassend erneuert.
An der Rossel befanden sich früher zwölf Mühlen. Einige werden heute noch als Museum (Kupferhammer Thießen, Mühle Hundeluft), Pension (Buchholzmühle), Seniorenresidenz (Amtsmühle Roßlau) oder als Veranstaltungs- und Begegnungszentrum (Ölmühle Roßlau) genutzt.
In Meinsdorf wurde in den 1990er Jahren direkt am Ufer der Rossel das Europadorf von Architekturbüros und Bauunternehmungen aus verschiedenen europäischen Ländern geplant und die Häuser in landestypischer Bauart errichtet.

## Hochwasserschutz

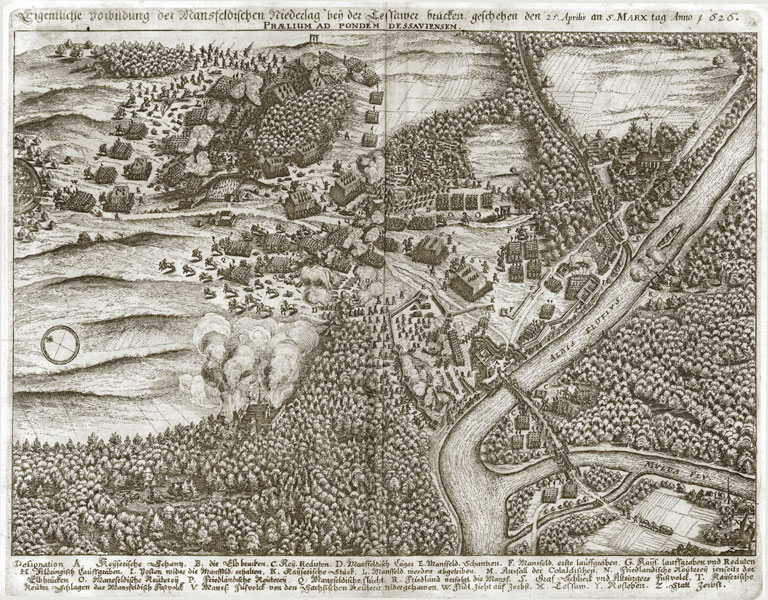
Stich mit der Darstellung der Schlacht bei Dessau

Extremhochwasser im Oberlauf der Rossel sind nicht bekannt. Jedoch kam es bei Hochwassern der Elbe mehrfach zu Überflutungen tiefer gelegener Bereiche des Roßlauer Stadtgebietes durch Rückstau. Daher wurde in den Jahren 2012 bis 2014 an der Querung der in diesem Bereich als Hochwasserdamm dienenden B 187 ein Schöpfwerk errichtet.
Während des Elbhochwassers 2002 war vorgesehen und wurde vorbereitet, die Rossel unterhalb von Meinsdorf am Wassertunnel zu sperren und die südlich von Meinsdorf gelegenen Wiesen als Retentionsfläche zu nutzen, um eine Überflutung weiter Bereiche der Roßlauer Unterstadt zu verhindern. Diese Maßnahme wurde aber nicht durchgeführt, da ausreichend Feuerwehrpumpen beschafft werden konnten, die auf der B 187 standen und das Wasser der Rossel in die Elbe förderten.

## Historische Ereignisse
Am 8. Februar 1414 wurde die Burg Hundeluft von Fürst Albrecht von Zerbst nach kurzer Belagerung eingenommen. Die Raubritter Cuno und Godemar Walwitz flohen nach Dessau.
An der Elbebrücke, direkt an der Mündung der Rossel trafen während des Dreißigjährigen Kriegs am 25. April 1626 in der Schlacht bei Dessau protestantische Truppen unter Graf Mansfeld auf ein kaiserliches Heer unter Wallenstein und wurden von diesem geschlagen.

## Sonstiges
Für längere Zeit fand jährlich am Pfingstmontag in Roßlau das Badewannenrennen auf der Rossel vom Wassertunnel bis zur Rosselpromenade unterhalb der Amtsmühle statt.